# ورزشگاه چرنومورس، بیالا
ورزشگاه چرنومورس (به لاتین: Chernomorets Stadium) یک ورزشگاه در بلغارستان است که در بیالا، استان وارنا واقع شده‌است.